# گروه کر کریول کوبا
گروه کر کریول کوبا یک گروه موسیقی کوبایی است. اعضای آن روگلیو تورینته، فیدل میراندا، ترسیتا میراندا، مارسلو لوئیس، دالیو ویتال، امیلیا دیاز چاوز، یوردانکا فاجاردو، ایریان مونتخو، مارینا فرناندز و یارا دیاز هستند. این گروه با شرکت ریل ورلد رکوردز پیتر گابریل؛ بنیانگذار WOMAD، قرارداد امضا کرده‌است.

## تاریخچه
گروه کر کریول، تاریخ اجداد هائیتی خود را که از غرب آفریقا به دریای کارائیب به بردگی گرفته شده‌اند، جشن می‌گیرند. ده خوانندهٔ برجستهٔ گروه کر کریول اهل کاماگوئی، هستند. آنها در این شهر قدیمی استعماری که در سال ۲۰۰۸ به دلیل معماری استعماری آن در فهرست میراث جهانی یونسکو قرار گرفت، به دنیا آمدند و بزرگ شدند و موسیقی را نیز در همان‌جا آموختند. آنها از اوایل قرن نوزدهم، موسیقی‌ای را که در خانواده‌هایشان به ارث رسیده‌است، پرورش داده‌اند، و به تدریج پس از اولین بازدید خود از جشنوارهٔ هائیتی در سال ۱۹۹۶، صداهای مدرن هائیتی را نیز بدان اضافه کردند.
این گروه کر در سال ۱۹۹۴ در «دورهٔ ویژه» تأسیس شد؛ یعنی زمانی که اقتصاد کوبا به دنبال فروپاشی اتحاد جماهیر شوروی و حمایت شوروی از انقلاب به سیاهچاله سقوط کرد. قحطی مواد غذایی بود و خانه‌ها و محل‌های کار اغلب به دلیل کمبود برق تاریک می‌شدند. در همین زمان دشوار بود که اعضای گروه کر حرفه‌ای کاماگوئی که از نوادگان هائیتی‌ها بودند، تصمیم گرفتند که سرودهای مقاومت و نوحه‌های اجداد خود را دوباره جعل کنند. Grupo Vocal Desandann، نامی که در کوبا به این گروه می‌دهند، به رهبری مدیر گروه خود امیلیا دیاز چاوز، آهنگ‌های اجداد خود را برای دوران مدرن احیا کرد. Desandann در لغت به معنای «فرزندان» است و همان‌طور که گروه کر می‌گویند: «برای ما موسیقی مانند غذا است، روح را تغذیه می‌کند و الهام‌بخش اصلی زندگی روزمره است».
آهنگ‌ها به زبان کریول، زبان دوم کوبا، خوانده می‌شوند که ابتدا توسط برده‌ها با ترکیب کلمات زبان تاینو، زبان مردم بومی کارائیب، با فرانسوی، اسپانیایی و انگلیسی ساخته شد. کریول توسط والدین، پدربزرگ‌ها و مادربزرگ‌های گروه کر، یعنی افرادی که ابتدا از آفریقا و سپس از هائیتی آواره شده بودند، تکلم می‌شد. اولین موج اقوام هائیتی به عنوان برده به کوبا آورده شدند تا در مزارع قند اشراف فرانسوی کار کنند؛ اما پس از شورش‌های بردگان در دههٔ ۱۷۹۰ از هائیتی گریختند. امواج بعدی هائیتی‌ها در طول قرن نوزدهم و اوایل قرن بیستم و سپس در دههٔ ۱۹۵۰ در دوران دیکتاتوری وحشیانه پاپا داک دووالیه، پا به جزیره گذاشتند. همگی در روستاها در شرایطی مشابه بردگی زندگی می‌کردند و متحمل تبعیض شدید بودند تا این که انقلاب ۱۹۵۹ سواد، آموزش و برابری را برای آنها به ارمغان آورد.
گروه کر کریول هر یک از آهنگ‌های خود را «مثل یک فیلم کوچک» توصیف می‌کنند که سرشار از نشاط، طنز و دلسوزی است. آنها داستان‌هایی از زنده ماندن در شرایط فقر شدید می‌گویند؛ داستان‌هایی از قهرمانانی که از دستورهای اربابان استعمارگر سرپیچی کردند، از ارواح سر چهارراه، از عشق پایدار، از دلتنگی برای خانواده، از ترک شدن اما از دست ندادن امید، از عجز و لابه و دعاهای مادران و از آرزوی آزادی. این داستان‌ها با ملودی‌های مقاومت‌ناپذیر که توسط هارمونی‌هایی با بافت غنی هدایت می‌شوند، ریتم‌های کارائیب با صدایی بسیار بدیع و باس اصلی، آوازی پرشور توسط یک گروه منحصر به فرد است.
این گروه اخیراً در برنامهٔ بی‌بی‌سی به نام بعداً… با جولز هالند در حال اجرای تک‌آهنگ نشاط‌آور و احساسی خود به نام چن نان رن، ظاهر شدند.
گروه کر دو آلبوم دارد، Tande-La (2011) و Santiman (2013).

## برای مطالعهٔ بیشتر
- رکوردهای واقعی جهان